# Gates of Metal
Gates of Metal var en hårdrocksfestival som arrangeras av Skrikhult Production och Metropol under åren 2003 till 2006. Festivalen ägde rum i Hultsfred Folkets Park.

## Historia
Festivalen arrangerades för första gången den andra augusti 2003 och har kört årligen fram till 2006. 

## Artister
2006: Mayhem, Dismember, Thyrfing, Helloween, One Man Army and the undead quartet, Amorphis, Deathstars, Narnia, Paragon, Sabaton, Red Harvest, Destruction, Naglfar, Lumsk, Steel Attack, Ministry, Machine Men och HammerFall.
2005: Dimmu Borgir, Edguy, Children of Bodom, Masterplan, Dark Tranquillity, Grave Digger, Amon Amarth, Evergrey, Nocturnal Rites, Moonsorrow, Brainstorm, Sabaton, Twilightning, God Among Insects, Maze of Torment och Pantokrator.
2004: Stratovarius, Morbid Angel, Within Temptation, Meshuggah, Sonata Arctica, Sodom, Sentenced, Finntroll, Dragonforce, The Storyteller, Pagan's Mind, Arise och Facebreaker.
2003: Nightwish,  Blind Guardian, Gamma Ray, Freedom Call, Kreator, Lost Horizon, Arch Enemy, Iron Savior, Wolf, Merciless, Stormwarrior och Norther.